# Hrîhorivka, Șîroke
Hrîhorivka (în ucraineană Григорівка) este un sat în comuna Ceapaievka din raionul Șîroke, regiunea Dnipropetrovsk, Ucraina.

## Demografie
Componența lingvistică a localității Hrîhorivka
     Ucraineană (95%)
     Rusă (5%)
Conform recensământului din 2001, majoritatea populației localității Hrîhorivka era vorbitoare de ucraineană (95%), existând în minoritate și vorbitori de rusă (5%).